# Bárbara da Prússia
Bárbara da Prússia (em alemão:  Barbara von Preußen; 2 de agosto de 1920 - 31 de maio de 1994) foi a primeira e única filha do príncipe Segismundo da Prússia e da princesa Carlota de Saxe-Altemburgo. Ela era bisneta do imperador Frederico III da Alemanha e tataraneta da rainha Vitória do Reino Unido. Em 17 de setembro de 1952, ela foi legalmente adotada por sua avó paterna, a princesa Irene de Hesse e Reno, neta da rainha Vitória do Reino Unido.

## Casamento e Filhos
Em 5 de julho de 1954, em Glücksburg, Bárbara casou-se em uma cerimônia civil com o duque Cristiano Luís de Meclemburgo, segundo filho de Frederico Francisco IV, Grão-Duque de Meclemburgo-Schwerin. Eles se casaram em uma cerimônia religiosa em 11 de julho de 1954. O duque Cristiano Luís tinha sido mantido como prisioneiro de guerra por oito anos antes de ser finalmente libertado pelos russos em 1953. Na altura Bárbara tinha trinta e quatro anos de idade e o noivo tinha quarenta e dois anos. A cerimônia de 11 de julho foi realizada no Castelo de Glücksburg e contou com 130 representantes das famílias reais e nobres da Alemanha. Entre eles estava Luís Fernando, Príncipe da Prússia, o chefe da Casa de Hohenzollern.
Eles viveram duas filhas:
- Donata de Meclemburgo (11 de março de 1956), casou-se com Alexander von Solodkoff, com descendência.
- Edwina de Meclemburgo (25 de setembro de 1960), casou-se com Konrad von Posern, com descendência.

Suas filhas são os únicos membros seniores restantes da Casa de Meclemburgo-Schwerin. Após a morte de seu cunhado em 2001, a linha masculina da Casa de Meclemburgo-Schwerin foi extinta.